# Women and Children First
Women and Children First (с англ. — «Женщин и Детей Вперёд») — третий студийный альбом американской хард-рок группы Van Halen, изданный 26 марта 1980 года на лейбле Warner Bros. Records..

## Об альбоме
Спродюсированный Тедом Темплманом, он был первым, кто показал композиции, написанные исключительно группой, и описан критиком Стивеном Томасом Эрлевайном как "запись, где группа начала становиться тяжелее, как в звуковом, так и в меньшей степени тематическом плане".
Вступительный трек  "And the Cradle Will Rock...", начинается с того, что звучит как гитара, но на самом деле является электрическим пианино Wurlitzer с фазовращателем, которое играет через 100-ваттный усилитель Marshall Plexi модели Van Halen 1960-х годов.
Этот альбом несколько отличается от первых двух альбомов группы тем, что в нём больше студийных наложений и меньше акцента на бэк-вокал. "Could This Be Magic?" содержит единственный женский бэк-вокал, когда-либо записанный для песен Van Halen; Николетт Ларсон поет во время некоторых припевов. Звук дождя на заднем плане-это не эффект; снаружи шёл дождь, и группа решила записать звук в стерео, используя два микрофона Neumann KM84, и добавила его в трек.
Первым синглом с альбома стал клавишный сингл "And the Cradle Will Rock...". Хотя он не имел такого успеха, как предыдущие синглы "Dance the Night Away" или кавер-версия "You Really Got Me", сам альбом был хорошо принят и ещё больше укрепил группу в качестве популярного концертного розыгрыша. Песня "Everybody Wants Some!!" была также основным концертным материалом на протяжении всего тура 1984 года, и продолжала быть на концертах после того, как Дэвид Ли Рот покинул Van Halen.
Альбом содержит трек в конце трека "In A Simple Rhyme" - краткое инструментальное произведение под названием "Growth", которое начинается с 4:19. В то время как "Growth" угасал на оригинальной виниловой пластинке и кассете, ему было дано холодное окончание в полном объёме на компакт-диске. В то время группа играла с идеей начать то, что станет их следующим альбомом Fair Warning с продолжением "Growth", но этого не произошло. "Growth" был одним из основных элементов живых выступлений с Ротом и часто трек использовался в качестве начала их выступлений на бис. Существует несколько отрывков из этих сессий, в том числе неизданная инструментальная песня, часто называемая "Act Like It Hurts". Она послужила риффом для новой версии "House of Pain", выпущенного в 1984.
"Everybody Wants Some!!" был показан в комедии 1985 года Better Off Dead, во время эпизода с участием поющего, играющего на гитаре гамбургера Сlaymation. В анимации Эдди кивает головой, поскольку гитара гамбургера резвится в знаменитом дизайне Франкенстрата, сделанном им самим. "Everybody Wants Some!!" также фигурирует в фильме 2009 года Zombieland и фильме 2016 года Everybody Wants Some!! который взял свое название от песни, по словам режиссёра Ричарда Линклейтера.
В лицензионной игре группы Guitar Hero: Van Halen, доступны для воспроизведения четыре из девяти треков этого альбома: "And the Cradle Will Rock...", "Everybody Wants Some!!", "Romeo Delight" и "Loss of Control".
Обложка альбома похожа на Dressed to Kill группы Kiss.

## Список композиций
Слова и музыка всех песен — Эдди Ван Хален, Алекс Ван Хален, Дэвид Ли Рот и Майкл Энтони.
| №                   | Название                      | Перевод                      | Длительность |
| ------------------- | ----------------------------- | ---------------------------- | ------------ |
| 1.                  | «And the Cradle Will Rock...» | И Колыбель Будет Качаться... | 3:31         |
| 2.                  | «Everybody Wants Some!!»      | Все Хотят Немного!!          | 5:05         |
| 3.                  | «Fools»                       | Дураки                       | 5:55         |
| 4.                  | «Romeo Delight»               | Восторг Ромео                | 4:19         |
| Общая длительность: | Общая длительность:           | Общая длительность:          | 18:50        |

| №                   | Название                     | Перевод                                         | Длительность |
| ------------------- | ---------------------------- | ----------------------------------------------- | ------------ |
| 5.                  | «Tora! Tora!» (Инструментал) | «Тигр» яп.(События 7 декабря 1941 Pearl Harbor) | 0:57         |
| 6.                  | «Loss of Control»            | Потеря Контроля                                 | 2:36         |
| 7.                  | «Take Your Whiskey Home»     | Забери Свой Виски Домой                         | 3:09         |
| 8.                  | «Could This Be Magic?»       | Может ли Это Быть Магией?                       | 3:08         |
| 9.                  | «In a Simple Rhyme»          | В Простой Рифме                                 | 4:18         |
| 10.                 | «Growth» (Скрытый трек)      | Рост                                            | 0:19         |
| Общая длительность: | Общая длительность:          | Общая длительность:                             | 14:27        |

## Участники записи
- Эдди Ван Хален — гитара, бэк-вокал
- Дэвид Ли Рот — вокал
- Алекс Ван Хален — ударные
- Майкл Энтони — бас-гитара, бэк-вокал

Дополнительные музыканты
- Николетт Ларсон — бэк-вокал в «Could This Be Magic?»

## Позиции в хит-парадах
| Чарт (1980)              | Наивысшая позиция |
| ------------------------ | ----------------- |
| Billboard 200            | 6                 |
| UK Albums Chart          | 15                |
| Canadian Albums Chart    | 12                |
| German Albums Chart      | 19                |
| Dutch Albums Chart       | 3                 |
| New Zealand Albums Chart | 48                |
| Norwegian Albums Chart   | 23                |
| Swedish Albums Chart     | 19                |

| Чарт (1980)                        | Позиция |
| ---------------------------------- | ------- |
| Канада (RPM Year-End)              | 43      |
| США (Billboard Top Popular Albums) | 51      |

## Сертификации
| Страна  | Провайдер    | Статус        |
| ------- | ------------ | ------------- |
| США     | RIAA         | 3x Платиновый |
| Франция | SNEP         | Золотой       |
| Канада  | Music Canada | 2x Платиновый |